# غونزالو زاريت
غونزالو زاريت (بالإسبانية: Gonzalo Zárate)‏ هو لاعب كرة قدم أرجنتيني، ولد في 6 أغسطس 1984 في روساريو في الأرجنتين. لعب مع تيرو فيديرال ونادي ثون ونادي ريد بل سالزبورغ ونادي غراسهوبر زيوريخ ونادي فادوتس ونادي كرينز ونادي لانوس ونادي يانغ بويز.

## وصلات خارجية
- غونزالو زاريت على موقع قاعدة بيانات كرة القدم.إي يو (الإنجليزية)
- غونزالو زاريت على موقع Soccerway.com (الإنجليزية)
- غونزالو زاريت على موقع عالم كرة القدم.نت (الإنجليزية)
- غونزالو زاريت على موقع AS.com (الإسبانية)